# Aristolochia coadunata
Aristolochia coadunata är en piprankeväxtart som beskrevs av Cornelis Andries Backer. Aristolochia coadunata ingår i släktet piprankor, och familjen piprankeväxter. Utöver nominatformen finns också underarten A. c. bosschai.